# Plata Passage
Plata Passage eller Admiral Merino Passage (Canal Almirante Merino på spansk) är ett sund i Antarktis. Det ligger i Västantarktis. Argentina, Chile och Storbritannien gör anspråk på området.